# JAT Flight 367
JAT Flight 367 var ett passagerarflygplan av typ McDonnell Douglas DC-9-32 (registreringsnummer YU-AHT) som den 26 januari 1972 exploderade under färd, över gränsen mellan dåvarande Östtyskland och Tjeckoslovakien. Planet var på väg från Stockholm till Belgrad med mellanlandning i Köpenhamn och Zagreb.
Planet bröts i två delar och störtade nära byn Srbská Kamenice i Tjeckoslovakien (numera i Tjeckien). 27 av de 28 ombordvarande dödades, medan en av flygvärdinnorna, Vesna Vulović (1950–2016), överlevde.
Morgonen därpå fick den svenska tidningen Kvällsposten ett anonymt telefonsamtal. En man förklarade på bruten svenska att han var kroat och medlem av den kroatiska motståndsrörelsen och Ustaša. Han tog på sig ansvaret för bombningen av DC-9:an. Men några misstänkta kunde aldrig hittas eller gripas.
Den 10 oktober 2024 avslöjade TV4:s Kalla fakta att en grupp med sju män med bas i Sverige pekas ut som skyldiga till dådet. Reportern Tonchi Percan hittade namn på misstänkta och tidigare hemligstämplade dokument.från den jugoslaviska säkerhetstjänsten med detaljerade uppgifter om hur dådet planerades, finansierades och utfördes. Männen var exilkroater kopplade till Otpor och HRB bosatta i Sverige och Tyskland. Kalla fakta intervjuade de tre män som fortfarande var vid liv 2024.  Två av förnekade inblandning i bombdådet, den tredje hävdade att han inte mindes något.
Olycksplatsen spärrades av under 24 timmar. Vesna Vulović var längst bak i planet vid tidpunkten för explosionen. Den bakre delen av planet slets bort från resten av flygkroppen och hon föll 10 000 meter innan hon träffade marken. En serveringsvagn höll fast henne i den bakre delen av planet under fallet, vilket hindrade henne från att sugas ut ur planet under dekompressionen och under fallet.
Vulović låg i koma i 27 dagar och blev tillfälligt förlamad från midjan och ner, men hon överlevde och fortsatte att arbeta inom flygbolaget JAT. Hon innehar världsrekordet för den människa som överlevt det längsta fallet utan fallskärm enligt Guinness rekordbok.